# Crassimarginatella spathulata
Crassimarginatella spathulata är en mossdjursart som beskrevs av Gordon 1984. Crassimarginatella spathulata ingår i släktet Crassimarginatella och familjen Calloporidae. Inga underarter finns listade i Catalogue of Life.